# Klara Borstel-Engelsman
Klara Borstel-Engelsman (Amsterdam, 30 april 1842 - Theresienstadt, 12 oktober 1944) was het oudste slachtoffer van de Holocaust in Nederland. Zij overleed op 102-jarige leeftijd in het concentratiekamp Theresienstadt.
Engelsman was een dochter van Salomon Abraham Engelsman en Saartje Hartog Cosman. In 1865 trouwde ze met Daniel Borstel, die in 1918 overleed. Ze werd in maart 1944 afgevoerd naar Westerbork, waar ze haar 102e verjaardag vierde. Vervolgens werd ze in september naar Theresienstadt vervoerd. Op 12 oktober 1944 is ze daar gestorven.

## Bron
- Joods Monument (website): Klara Borstel-Engelsman (de oudste persoon die op het Joods Monument wordt genoemd)